# Kroatië op de Paralympische Winterspelen 2018
Kroatië was een van de landen die deelnam aan de Paralympische Winterspelen 2018 in Pyeongchang, Zuid-Korea.

## Medailleoverzicht
| Sport       | Paralympiër    | Onderdeel           | Medaille |
| ----------- | -------------- | ------------------- | -------- |
| Alpineskiën | Dino Sokolovic | Slalom, zittend (m) | Goud     |
|             |                |                     |          |
| Snowboarden | Bruno Bosnjak  | Slalom, SB-LL1 (m)  | Brons    |

## Deelnemers en resultaten
(m) = mannen, (v) = vrouwen 

### Alpineskiën
| Paralympiër                       | Onderdeel                         | Resultaat | Prestatie         |
| --------------------------------- | --------------------------------- | --------- | ----------------- |
| Lovro Dokic                       | Reuzenslalom, staand (m)          | 27e       | 2:48.39           |
| Lovro Dokic                       | Slalom, staand (m)                | 22e       | 2:11.25           |
| Damir Mizdrak Gids: Luka Debeljak | Reuzenslalom, visueel beperkt (m) | 16e       | 2:55.23           |
| Damir Mizdrak Gids: Luka Debeljak | Slalom, visueel beperkt (m)       | 9e        | 2:01.32           |
| Dino Sokolovic                    | Afdaling, zittend (m)             | 17e       | 1:32.20           |
| Dino Sokolovic                    | Super G, zittend (m)              | 19e       | 1:33.48           |
| Dino Sokolovic                    | Supercombinatie, zittend (m)      | 9e        | 2:18.34           |
| Dino Sokolovic                    | Reuzenslalom, zittend (m)         | 15e       | 2:26.09           |
| Dino Sokolovic                    | Slalom, zittend (m)               | Goud      | 1:39.82           |
|                                   |                                   |           |                   |
| Eva Goluza Gids: Ana Zigman       | Reuzenslalom, visueel beperkt (v) | 12e       | 2:58.13           |
| Eva Goluza Gids: Ana Zigman       | Slalom, visueel beperkt (v)       | DSQ       | Gediskwalificeerd |

### Langlaufen
| Paralympiër       | Onderdeel                                 | Resultaat | Prestatie    |
| ----------------- | ----------------------------------------- | --------- | ------------ |
| Antun Bosnjakovic | 1.5 km sprint klassieke stijl, staand (m) | 24e       | 4:53.7       |
| Antun Bosnjakovic | 10 km klassieke stijl, staand (m)         | DNS       | Niet gestart |
| Josip Zima        | 1.1 km sprint, zittend (m)                | 35e       | 9:25.3       |
| Josip Zima        | 7.5 km, zittend (m)                       | DNS       | Niet gestart |

### Snowboarden
| Paralympiër   | Onderdeel                  | Resultaat | Prestatie |
| ------------- | -------------------------- | --------- | --------- |
| Bruno Bosnjak | Snowboardcross, SB-LL1 (m) | 6e        | 1:04.91   |
| Bruno Bosnjak | Slalom, SB-LL1 (m)         | Brons     | 0:54.08   |

Andorra · Argentinië · Armenië · Australië · België · Bosnië en Herzegovina · Brazilië · Bulgarije · Canada · Chili · China · Denemarken · Duitsland · Finland · Frankrijk · Georgië · Griekenland · Groot-Brittannië · Hongarije · IJsland · Iran · Italië · Japan · Kazachstan · Kroatië · Mexico · Mongolië · Nederland · Nieuw-Zeeland · Noord-Korea · Noorwegen · Oekraïne · Oezbekistan · Oostenrijk · Polen · Roemenië · Servië · Slovenië · Slowakije · Spanje · Tadzjikistan · Tsjechië · Turkije · Verenigde Staten · Wit-Rusland · Zuid-Korea · Zweden · Zwitserland
Neutrale paralympische atleten